# ألم العالم
ألم العالم (بالألمانية: Weltschmerz) هو مفهوم أدبي يصف الشعور الذي يعاني منه الفرد الذي يعتقد أن الواقع لا يمكن أبدًا أن يرضي توقعات العقل، مما يؤدي إلى "مزاج من التعب أو الحزن بشأن الحياة ينشأ عن الوعي الحاد بالشر والمعاناة".